# NGC 2453
NGC 2453 est un jeune amas ouvert, situé dans la constellation de la Poupe. Il a été découvert par l'astronome britannique John Herschel en 1837.
NGC 2453 est à environ 2 150 pc (∼7 010 al) du système solaire et les dernières estimations donnent un âge de 15 millions d'années. La taille apparente de l'amas est de 4 minutes d'arc, ce qui, compte tenu de la distance, donne une taille réelle maximale d'environ 8,2 années-lumière.
Selon la classification des amas ouverts de Robert Trumpler, cet amas renferme moins de 50 étoiles (lettre p) dont la concentration est forte (I) et dont les magnitudes se répartissent sur un intervalle moyen (le chiffre 2).